# Chadid
Chadid (hebr. חדיד) – moszaw położony w samorządzie regionu Chewel Modi’in, w Dystrykcie Centralnym, w Izraelu.
Leży w Szefeli na północny wschód od miasta Lod i na południowy wschód od międzynarodowego portu lotniczego im. Ben-Guriona, w otoczeniu moszawów Kefar Truman, Ben Szemen i Ginnaton oraz miejscowości Szoham. Na północ od moszawu znajduje się baza logistyczna Towala Sił Obronnych Izraela.

## Historia
Odkrycia archeologiczne prowadzone na wzgórzu Tel Chadid wskazują, że w IX wieku p.n.e. istniała tutaj osada ludzka. Odkryto tutaj pozostałości czterech domów z licznymi przedmiotami codziennego użytku. Odnalezione tabliczki z pismem klinowym pochodzą z okresu 698-664 p.n.e.. Teksty biblijne informują, że w pierwszej połowie VII wieku p.n.e. osiedlili się tutaj Żydzi, wypierając stąd wcześniejszych mieszkańców

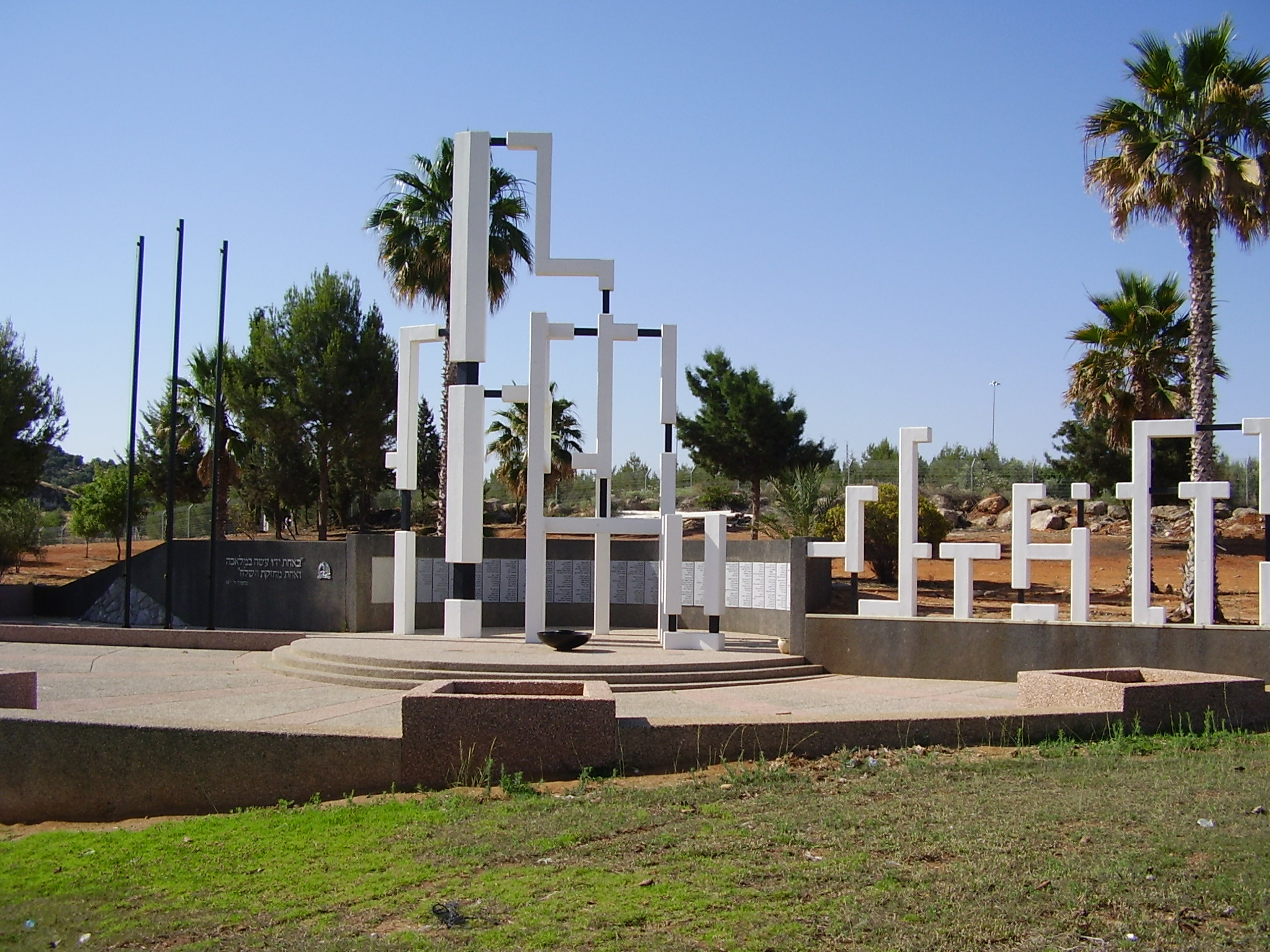
Pomnik bohaterów Korpusu Logistycznego na wzgórzu Tel Chadid, na wschód od moszawu Chadid

Współczesny moszaw został założony w 1950 przez członków religijnej syjonistycznej organizacji Ha-po'el ha-Mizrachi.

## Kultura i sport
W moszawie jest ośrodek kultury, boisko do piłki nożnej oraz korty tenisowe.

## Gospodarka
Gospodarka moszawu opiera się na intensywnym rolnictwie. Między innymi hoduje się tutaj drób. Z przemysłu znajduje się tutaj firma Gumi Kol, która produkuje części z gumy i plastiku.

## Komunikacja
Na południowy wschód od moszawu znajduje się duży węzeł drogowy autostrady nr 1, autostrady nr 6 i drogi nr 444. System wjazdów umożliwia bezpośrednie wjechanie z moszawu na autostrady. Autostrada przebiega pod wzgórzem Tel Chadid dwoma tunelami o długości 500 m.